# 高密度ポリエチレン

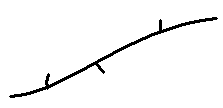
高密度ポリエチレン（コポリマー）の分子構造図（概略）

HDPE (PE-HD) の樹脂識別コード

高密度ポリエチレン（こうみつどポリエチレン、英: High-density polyethylene、HDPEまたはPE-HD）は、繰り返し単位のエチレンが分岐をほとんど持たず直鎖状に結合した、結晶性の熱可塑性樹脂に属する合成樹脂。他のポリエチレン(PE)と比較し硬い性質から硬質ポリエチレン、製法から中低圧法ポリエチレンとも呼ばれる。旧JIS K6748：1995において高密度ポリエチレンとは密度0.942以上のポリエチレンと定義されている。樹脂識別コードは2。

## 種類

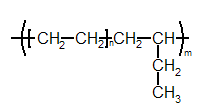
コポリマー構造

HDPEのグレード設計は、主に密度と平均分子量でコントロールされる。

### 密度
一般に、密度すなわち結晶化度が高いものは硬すぎて脆くなる。そのため、HDPEにはホモポリマー（単一重合体）だけではなく、主に1-ブテンなどのα‐オレフィンと共重合させ短い分岐(SCB)構造を持たせて結晶化度を意図的に下げたコポリマー（共重合体）も商品化されている。
HDPEコポリマーは、通常ではエチレンモノマー1000に対し1～5の分岐を持つ。これが10～30個になると密度は0.910～0.925程度まで下がり、これは別な種類の樹脂リニアポリエチレン（直鎖状低密度ポリエチレン、L-LDPE）としてJIS K6899-1：2000にて区別される。L-LDPEよりもSCB数が多く密度が0.900～0.909程度のものは超低密度ポリエチレン(V-LDPE)、逆にL-LDPEよりSCBが少なく密度が0.925～0.940程度のものは中密度ポリエチレン(M-DPE)とそれぞれ呼称される。これらは共通して長鎖分岐(LCB)を持っていない直鎖状（綿状）構造である。そのため、これらは密度で区分すると低密度ポリエチレン(LDPE)の一種として取り扱われるが、分子構造で区分するとHDPEのグループに分類される。

### 平均分子量
HDPEの平均分子量は物性以外にも溶融時の流動性に影響を与え、それぞれの成形法に適したグレード設計に用いられる。この特性はメルトフローインデックス(MFR)で表示されており、一般に平均分子量が高ければMFRは低くなる。MFRが30.0～5.0程度のグレードは射出成形用、2.0～0.8程度ではフィルム用、0.6～0.2程度では中空成形や押出成形用となる。MFRが0.08～0.03のものは高分子量ポリエチレン(HMW-HDPE)、さらに低いものは超高分子量ポリエチレン(UHMW-PE)とも呼称され、特殊な用途にて使用される。

## 製法
各ポリエチレンは石油を元としたナフサを熱分解して得られるエチレンをラジカル重合して製造される。HDPEの場合は低圧法または中圧法にて重合される。

### 低圧法
チーグラー法とも呼ばれる。チーグラー・ナッタ触媒であるトリエチルアルミニウム‐四塩化チタン固体複合物を触媒、パラフィンやナフテンまたは低級脂肪族炭化水素などを溶剤とし、エチレンを常圧または数気圧程度の圧力を掛けながら溶媒中に吹き込み、60～100℃程度の溶液温度下で重合する。得られたスラリー状重合物は、その後水で洗浄して溶剤を分離回収し、乾燥させて得られる。近年、マグネシウム化合物などを利用した新しい高活性触媒が開発されているが、基本的にチタンが用いられるため、これらの製法で製造されたHDPEはTi系PE、またはチーグラー・ナッタ触媒からTN-PEとも呼称される。
また、触媒としての活性が非常に高いメタロセン触媒を用いた重合法もある。検討が開始された当初は、重合されたポリマーの分子量分布が極めて狭いために加工性が悪かった。しかしこれも、異なる分子量を生成する活性点を持つバイモーダル型メタロセン触媒を使用する製法が確立され、1998年頃から製品化されている。高価な点がネックだが、耐ストレスクラッキング性が良好となる。この触媒で製造されたHDPEはm-HDPEとも呼称される。

### 中圧法
2種類の製法がある。フィリップス法では、シリカ‐アルミナ・六価クロムを触媒、パラフィンやナフテンまたはヘキサンなどを溶剤とし、エチレンを30～40気圧・100～175℃の環境下で重合する。スタンダード法では、ガンマ‐アルミナ・酸化モリブデンを触媒とし、15～150気圧・150～250℃の環境下で重合する。その後、残留モノマーを分離し、冷却後に溶剤を濾過回収して得られる。

## 特徴

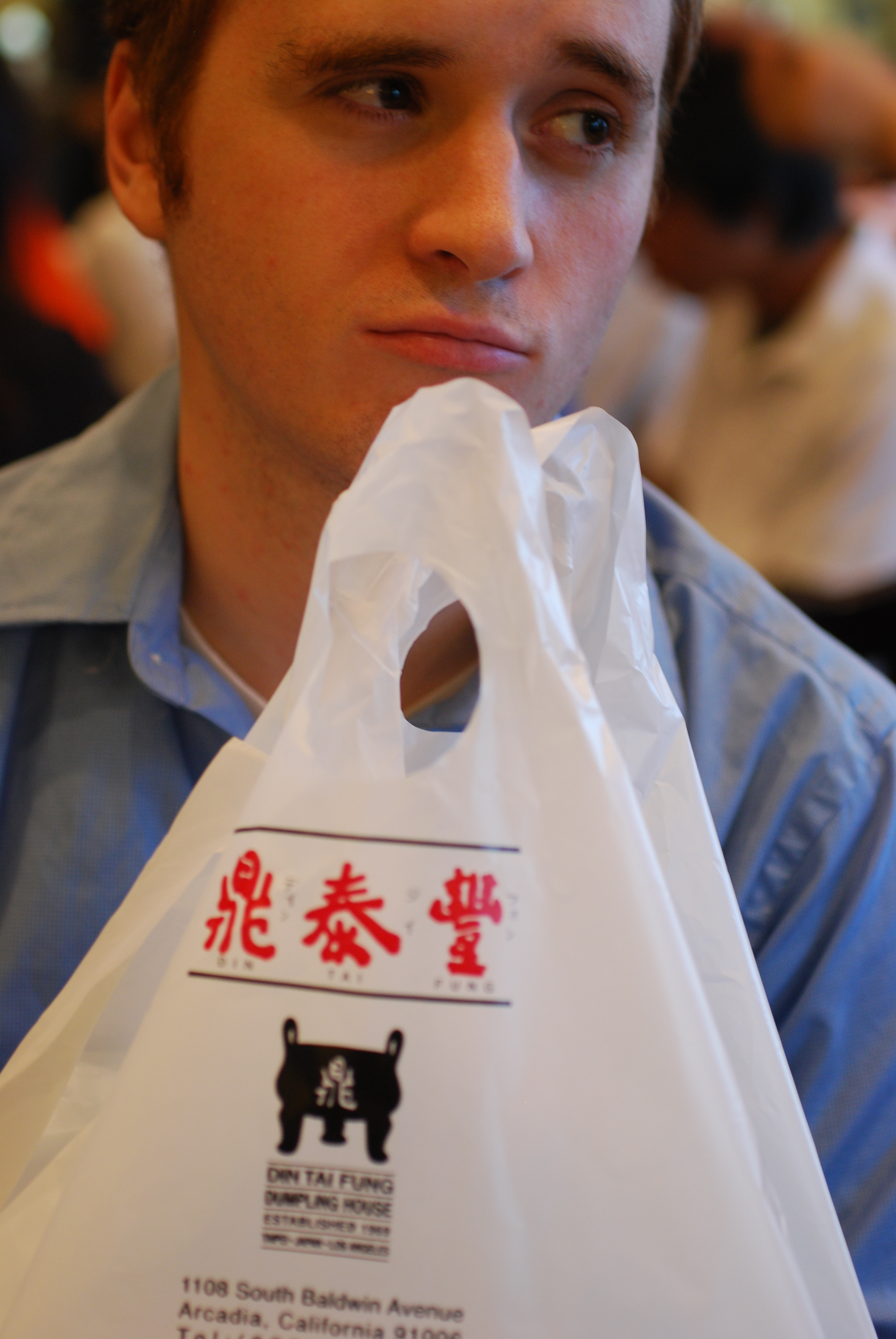
乳白色のレジ袋はHDPE製

- 比重0.942以上。結晶化度を高めると比重は増すが、0.97前後を越えると脆くなる。
- 不透明。フィルム成形しても白色のまま透明にはならない。
- 臭気が低く無毒性。
- 比重0.97のホモポリマーの結晶化度は75％を越え、剛性が高い。
- 引っ張り強さや耐衝撃性に優れる。特に耐衝撃性においてはポリカーボネートを上回るほど。
- 耐寒性に優れる。-80℃の低温下まで機械的特性が低下しない。
- 耐熱性は比重0.97のホモポリマーで136℃前後。実用的には最大110℃程度のスチームにも耐える。
- 耐水・耐薬品性に優れる。ただし石油系溶剤やトルエン、ベンゼンなどには可溶。界面活性剤が起こすストレスクラッキング（環境応力亀裂）への耐性は低い[2]。コポリマーは耐環境応力亀裂性がホモポリマーよりも優れる。
- 電気特性が良く、絶縁性に優れる。
- 分子内の分極が少ないため、染料による着色が不可能。また接着や印刷加工性に劣る。
- 耐候性は低い。
- 燃焼カロリーが高い。
- 成形収縮率が大きく、ヒケやソリが出やすい。
- 加工性に優れる。
- フィルムはガスバリア性・防湿性に優れる。裂けやすいが延伸すると強靭になる。

## 改質
コンパウンド
難燃剤のコンパウンドにより、既にノンハロゲンや鉛化合物を含まない難燃HDPEは開発・上市されている。これらは耐候性を高めるためのカーボンブラック混練を施し、電線皮膜用途などで多用されている。

## 用途

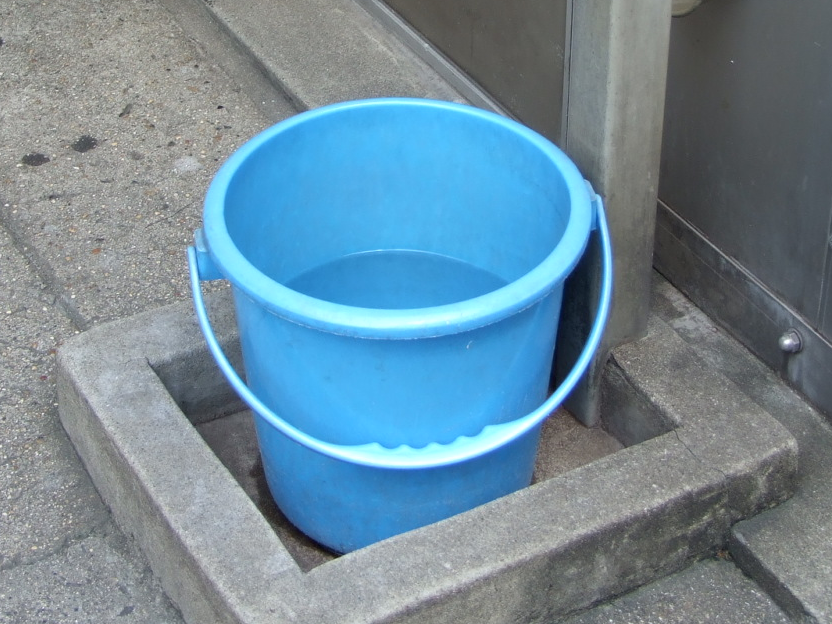
HDPE製ポリバケツ

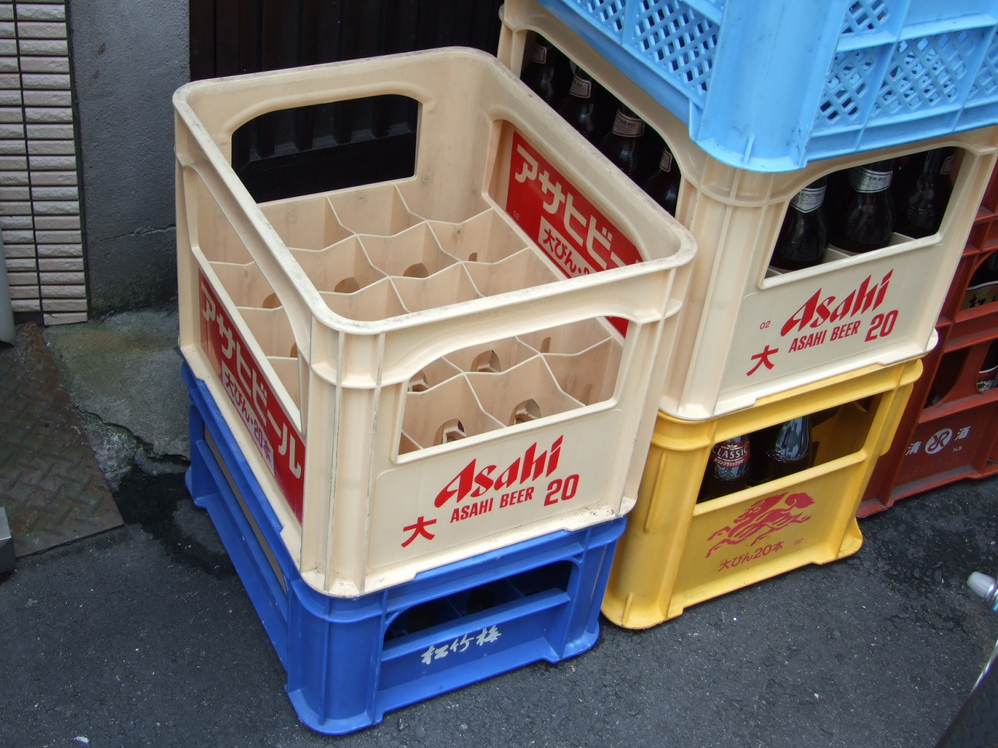
HDPE製ビールクレート

### 歴史
HDPEは1952年（1953年とも）にドイツで初めて工業化された。これはチーグラー・ナッタ触媒を用いる低圧法だが、2種類の中圧法もほぼ同時期に相次いで開発された。軽さや衝撃強さなどが評価され、日用品や包装容器などに採用された。しかしながら、黎明期の合成樹脂は高価でもあり、広く普及する阻害要因となっていた。
これらは材料を輸入に頼っていた日本でも例外ではなかった。ところが1957年、その利便性を知るメーカーがブリキ製の20倍という価格設定でポリバケツの製造販売を開始した。錆びず、カラフルで軽く、壊れにくく、耳障りな金属音を立てないポリバケツは市場で好意的に受け止められ、たらいなど他の家庭用品にも波及し、HDPEの国内需要を掘り起こした。1958年には国内での工業生産が開始された。
さらに産業資材の用途開発が進められ、ビールクレートなど輸送用コンテナの木材からの材料転換が検討された。1966年に生産が開始されたが、飲料メーカーなどユーザーはコンテナに5年の耐久性を求めた。しかし当時、合成樹脂についての知見やデータは微々たるもので、2年以上の品質安定性は未知の領域だった。クレームの懸念を抱えつつ試験的に使用されたコンテナは2年の期間を耐え抜き、5年目にも物性の劣化は使用に影響を及ぼさない範囲に止まっていた。そして、10年が経過しても充分使用に耐えうる品質を保持したプラスチックコンテナは高い評価を受け、HDPEの生産量をさらに高めた。

### 使用例
射出成形品では広範な容器・運搬用コンテナ・文具・家庭用雑貨などに用いられる。ただしこれらはポリプロピレン(PP)と競合しており、ポリバケツやビールクレートなどHDPEが合成樹脂の市場を開拓した用途でも例外ではない。

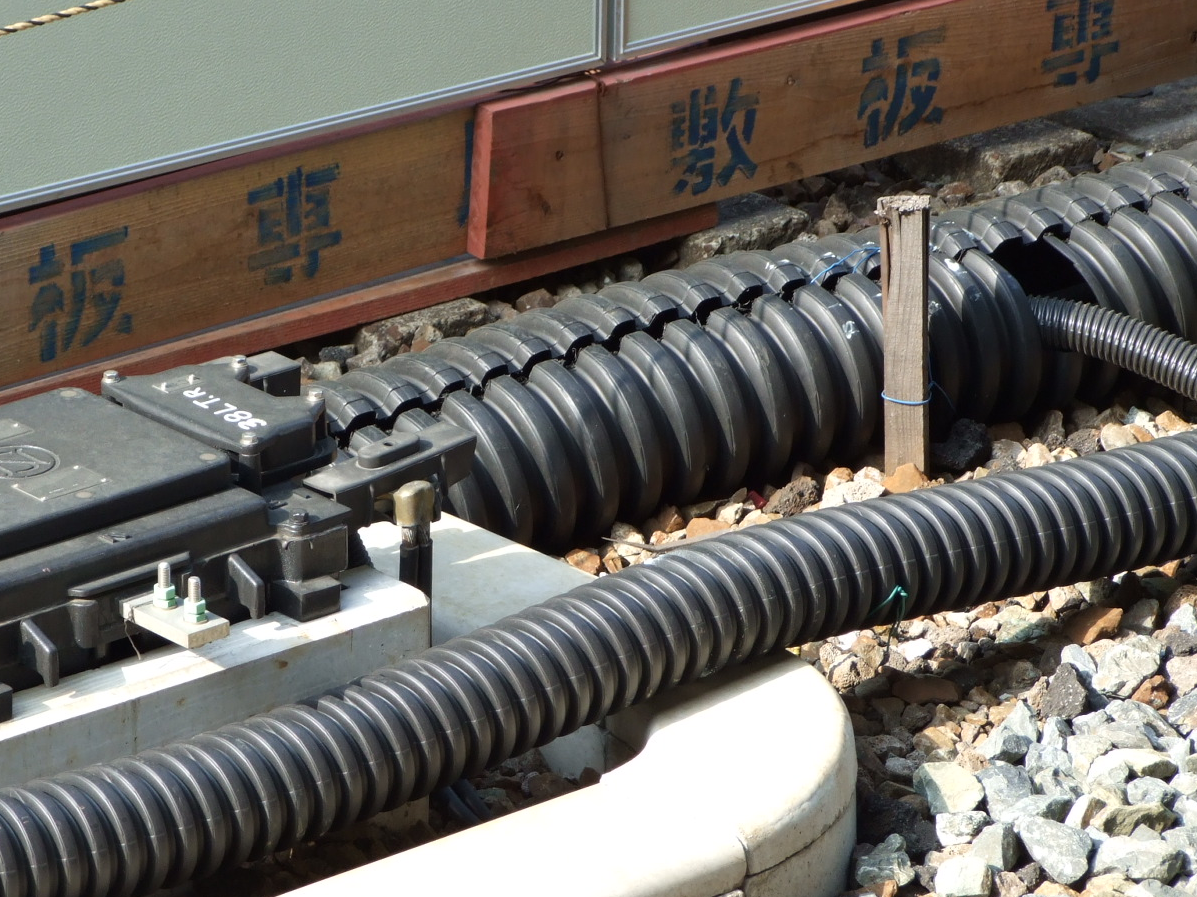
HDPE製パイプ

HDPEの使用量としては押出成形品が最も多い。ショッピングバッグやブルーシートなどに代表されるフィルム・シートや、延伸加工を施し強度を増した繊維類（魚網や網戸、レジャーシートなど）がある。また、水道用などのパイプ類や直径数メートルにもなる管路も製造されている。その他にもアーチェリーの弦の部分にも使われている。
中空成形品では、化粧品やシャンプーなどの家庭用容器や、灯油用ポリタンクやプラスチックドラム缶などがある。これらには比較的密度が低いHDPEやコポリマーが使用される。

## メーカー
日本国内の製造メーカーとして、作新工業 (商品名 ニューライト)、クオドラントポリペンコジャパン (商品名 タイバー1000)などが挙げられる。この2社で高密度ポリエチレンのシェアの大半を占める。